# Сидар Гроув (Индијана)
Сидар Гроув (енгл. Cedar Grove) град је у америчкој савезној држави Индијана.

## Демографија
По попису из 2010. године број становника је 156, што је 29 (-15,7%) становника мање него 2000. године.
| Група             | 2000.       | 2010.       |
| Белци             | 184 (99,5%) | 154 (98,7%) |
| Афроамериканци    | 0 (0,0%)    | 0 (0,0%)    |
| Азијати           | 0 (0,0%)    | 0 (0,0%)    |
| Хиспаноамериканци | 0 (0,0%)    | 0 (0,0%)    |
| Укупно            | 185         | 156         |